# Ригунта
Ригунта (на френски: Rigonde ou Rigonthe, Rigunth, Rigundis; ок. * 569; † сл. 589) е дъщеря на меровингския крал Хилперих I от Неустрия и Фредегунда.
Тя помага чрез „гладна стачка“ на Григорий Турски, когато той през лятото на 580 г. трябва да отговаря пред синода в Berny-Rivière.

## Живот
Баща ѝ Хилперих I се съюзява с вестготския крал Леовигилд от Толедското кралство и сгодява дъщеря си Ригунта за неговия син Рекаред I.
В началото на септември 584 г. една западноготска делегация пристига в Париж, за да вземе Ригунта и я заведе като булка в Испания. Хилперих ѝ дава за зестра множество роби, а майка ѝ Фредегунда – голямо количество злато и сребро. Други ѝ подаряват коне и дрехи. За транспорта трябвали 50 каруци. Още първата нощ 50 мъже от нейната свита бягат със 100 коне при крал Хилдеберт II. Въпреки че са пазени от dux Бобо и майордом Ваддо с 4000 души, много от войниците открадват от зестрата и бягат. Храната си по време на пътуването са си осигурявали чрез грабежи.
В Толоза (Тулуза) Ригунта научава за смъртта на нейния баща. Dux (херцог) Дезидерий пленява Ригунта, присвоява си нейното богатство и извиква претендента Гундовалд в Аквитания.
Когато майка ѝ Фредегунда научава за положението на Ригунта, нищо не предприема в началото. Едва след смъртта на Гундовалд тя изпраща през 585 г. Шупан в Тулуза, за да вземе Ригунта.
Кралската дъщеря Ригунта се карала често с нейната майка Фредегунда, понеже не е родена свободна и я карала да я обслужва. Често са се обиждали и биели. През късните 580-те години Фредегунда завела дъщеря си до един сандък в камерата с богатствата и я накарала да си избере което ѝ хареса. Когато Ригунта се навела над сандъка, Фредегунда натиснала капака, така че нейното гърло е натиснато и очите ѝ изскочили. Тя е спасена от задушаване от дотичалите слуги. Неразбирателството между майка и дъщеря се влошило още повече, заради непристойния начин на живот на Ригунта. За нея няма повече сведения.